# Astral Aviation
Astral Aviation is een Keniaanse luchtvrachtmaatschappij met haar thuisbasis in Nairobi. Naast lijnvluchten voert zij chartervluchten uit in geheel Afrika.

## Geschiedenis
Astral Aviation is opgericht in 2000.

## Diensten
Astral Aviation voert lijnvluchten uit naar (juli 2007):
- Juba, Mwanza, Nairobi, Zanzibar.

## Vloot
De vloot van Astral Aviation bestaat uit (november 2007):
- 1 Antonov AN-72(A)
- 1 Antonov AN-12T
- 1 Antonov AN-12V